# 陈蒲
陈蒲（1997年1月15日—），男，重庆市人，中华人民共和国足球运动员，出自山東魯能青訓，现效力于山东泰山，司职中场。

## 生平
陈蒲的父亲陈平和母亲蒲晓蓉都是退役的运动员。陈蒲曾在重庆马王小学就讀，後來加入山東魯能青訓。